# Li Čan-šu
Li Čan-šu (čínsky pchin-jinem Lì Zhànshū, znaky zjednodušené 栗战书, tradiční 栗戰書; * 30. srpna 1950 Pching-šan) je čínský politik, v letech 2018–2023 předseda stálého výboru Všečínského shromáždění lidových zástupců a v letech 2017–2022 člen Stálého výboru politbyra ústředního výboru Komunistické strany Číny.
Původem z „rudé“ rodiny, Li je členem Komunistické strany Číny od roku 1975. V minulosti působil v různých funkcích v rodné provincii Che-pej. Později byl stranickým tajemníkem v Si-anu, hlavním městě provincie Šen-si. Následně stál v čele provincií Chej-lung-ťiang a Kuej-čou. Na celostátní politickou úroveň vstoupil jako blízký spojenec a loajalista Si Ťin-pchinga, s nímž se zná již od osmdesátých let. Po XIX. sjezdu Komunistické strany Číny v roce 2017 patřil mezi sedm nejmocnějších mužů v Číně.

## Životopis

### Rodina a mládí
Li Čan-šu se narodil 30. srpna 1950 v okresu Pching-šan v provincii Che-pej. Pochází z rodiny komunistických veteránů a je uváděno, že 27 členů jeho rozšířené rodiny bylo ve straně už během komunistické revoluce. Jeho prastrýc, Li Caj-wen, se stal členem Komunistické strany Číny již v roce 1927, když studoval na Pekingské univerzitě. Li Čan-šuův otec, Li Čeng-siou, a strýc, Li Čeng-tchung, oba vstoupili do strany ve třicátých letech. Jeden z Li Čan-šuových strýců byl zmrzačen v bojích během čínské občanské války, další zemřel v japonském zajetí v roce 1936. Strýc Li Čeng-tchung padl v roce 1949 v boji proti Kuomintangským vojskům v závěrečné fázi občanské války, přičemž na jeho památku byl Li Čan-šu pojmenován.
Li Čan-šu byl vychováván striktně; jeho rodina, ač komunistická, byla poměrně tradiční. Jako student byl údajně úspěšný. Po rozpoutání Kulturní revoluce v roce 1966 byl Li Čan-šuův prastrýc Li Caj-wen, viceguvernér provincie Šan-tung, perzekvován a krátce na to v roce 1967 zemřel po krutém zacházení. Pro mladého Li Čan-šua znamenalo uzavření škol během Kulturní revoluce konec jeho ambicí studovat na univerzitě. V zimě 1968 byl jako příslušník tzv. „vzdělané mládeže“ přinucen uchýlit se na venkov, konkrétně do zemědělské komuny v jeho rodném okrese. Nicméně i tam věnoval čas dalšímu vzdělávání a časem se stal vesnickým účetním. Po obnovení přijímacích zkoušek a znovuotevření škol se Li Čan-šu pokusil pokračovat ve studiu. Přijat byl navzdory svému tehdy problematickému rodinnému původu až poté, co se ho zastal vesnický stranický tajemník. V letech 1971–1972 tedy studoval na obchodním institutu v Š-ťia-čuangu v Che-peji.

### Raná kariéra a působení v Che-peji
V prosinci 1972 začal pracovat jako úředník v obchodním úřadu spadajícího pod prefekturní vládu v Š-ťia-čuangu, později se stal zástupcem ředitele. V roce 1975 vstoupil do Komunistické strany Číny. Svým přímým vyjadřováním, kritikou byrokracie a poněkud anti-establishmentovým postojem zaujal své nadřízené, kteří jej poté povýšili do š-ťia-čuangského prefekturního stranického výboru. Tam v letech 1976 až 1983 vedl informační oddělení hlavní kanceláře prefekturního výboru. Zároveň v letech 1980–1983 studoval politické vědy na Chepejské normální univerzitě formou kombinovaného a nočního studia. Následně byl v roce 1983 povýšen a jmenován stranickým tajemníkem v okresu Wu-ťi (prefektura Š-ťia-čuang, provincie Che-pej). V této době se setkal a sblížil se Si Ťin-pchingem, který byl stranickým tajemníkem v nedalekém okresu Čeng-ting. Si Ťin-pchingův model ekonomické liberalizace v Čeng-tingu zanechal na Li Čan-šuovi hluboký dojem a považoval jej za vzor hodný následování. Po třech letech spolupráce se ale jejich cesty rozešly. Zatímco Si Ťin-pching byl přeložen do bohatých pobřežních oblastí, Li Čan-šu zůstal v Che-peji.
V letech 1985–1986 krátce zastával post komisaře správního úřadu v prefektuře Š-ťia-čuang (tzn. byl v čele prefekturní vlády) a zároveň byl zástupcem tajemníka tamějšího výboru komunistické strany. Následně byl od roku 1986 do roku 1990 tajemníkem výboru chepejské provinční Čínské komunistické ligy mládeže. V roce 1988 se zúčastnil půlročního kurzu zaměřeného na teoretickou práci KS Číny na Ústřední stranické škole Komunistické strany Číny. Poté v letech 1990–1993 vedl prefekturu Čcheng-te a byl zástupcem tajemníka tamějšího prefekturního stranického výboru. Následně byl v letech 1993–1997 generální tajemník provinčního výboru Komunistické strany Číny v Che-peji (tj. zastával post „vedoucího štábu“ provinčního výboru, nikoliv stranického tajemníka celé provincie). V této době (1992–1994) také absolvoval korespondenční studium ekonomie na Ústřední stranické škole. V letech 1997–1998 byl také zástupce ředitele kanceláře chepejského provinčního stranického výboru pro práci na venkově. Poslední roky Li Čan-šuova působení v Che-peji byly kvůli střetům s novým provinčním stranickým tajemníkem hluboce ponižující. Jím byl od roku 1993 Čcheng Wej-kao, stoupenec tehdejšího generálního tajemníka ústředního výboru Komunistické strany Číny Ťiang Ce-mina. Počáteční pohrůžky nakonec vyústily v Li Čan-šuovo přeřazením na nižší pozici. Svou rodnou provincii Li Čan-šu opustil v roce 1998.

### Provinční vůdce
V roce 1998 byl přeložen do provincie Šen-si. Nejprve v letech 1998–2000 zastával post zástupce ředitele kanceláře provinčního stranického výboru v Šen-si pro práci na venkově. Poté byl v letech 2000–2002 jmenován vedoucím organizačního oddělení provinčního výboru komunistické strany. Jeho kariéra dosáhla zlomu, když byl v roce 2002 jmenován tajemníkem stranického výboru v Si-anu, hlavním městě provincie. V těchto letech (2002–2004) byl také předsedou stálého výboru si'anského shromáždění lidových zástupců, tedy městského zákonodárného sboru. Kromě toho byl na XVI. sjezdu Komunistické strany Číny v roce 2002 také zvolen náhradním členem Ústředního výboru. Od stranického vedení mu však nadále nebylo přáno; namísto z jedné z bohatých pobřežních provincií, klíčových pro nashromáždění politických úspěchů, byl Li Čan-šu poslán do nejseverovýchodnější čínské provincie Chej-lung-ťiang. Li Čan-šuovo zklamání bylo evidentní z básní, které tehdy složil.
Již v roce 2003 byl jmenován zástupcem tajemníka stranického výboru v Chej-lung-ťiangu, jímž poté zůstal až do roku 2010. Následně se v roce 2004 ujal postu viceguvernéra provincie. V letech 2005–2006 absolvoval kombinované studium na Charbinské polytechnické univerzitě a obdržel titul EMBA. V roce 2007 se stal dočasně úřadujícím, a posléze roku 2008 řádným guvernérem provincie Chej-lung-ťiang. V Chej-lung-ťiangu se Li Čan-šu soustředil na hospodářské oživení provincie, často přezdívané „rezavý pás Číny“, a zvýšení zemědělské produkce. Jako guvernér vedl delegace do Hongkongu s cílem získat kapitál a pořádal časté konference s cílem přilákat mezinárodní investory. Li dále podporoval zavlažovací projekty, přičemž díky úrodné černozemi má Chej-lung-ťiang přirozenou výhodu v naplňování cílů čínské potravinové bezpečnosti. Celkově byl vnímán jako kompetentní. Během jeho působení v letech 2004–2010 jako viceguvernér a poté guvernér se Chej-lung-ťiang těšil dvoucifernému růstu HDP s výjimkou let recese 2008–2009. V roce 2007 byl na XVII. sjezdu Komunistické strany Číny opět zvolen náhradním členem Ústředního výboru. V této době se Li Čan-šu také sblížil s ozbrojenými silami; podpořil řadu návrhů na zvýšení platů a odměň vojáků a pravidelně navštěvoval kasárna. Publikoval články, ve kterých sdílel své myšlenky na zlepšení milice, hraničních vojsk a rezervních sil. V roce 2008 také vedl chejlungťiangskou delegaci do populární talk show v Pekingu, přičemž tuto příležitost využil k představení se jako atypického byrokrata.
I nadále se mu však nedostávalo přízně od stranického vedení. V roce 2010, uprostřed globální hospodářské krize, byl Li Čan-šu přeložen do Kuej-čou, nejchudší čínské provincie. Vzhledem k tomu, že se ve svých 60 letech pomalu blížil tradičnímu věku odchodu do důchodu v čínské politice (68 let), vypadalo to, že jeho politická kariéra skončí právě zde. Konkrétně byl roku 2010 jmenován stranickým tajemníkem v provincii, tedy de facto nejvýše postaveným hodnostářem. Li se rozhodl masivně investovat do infrastruktury a razantně snížit byrokratickou zátěž pro soukromé podniky. Ekonomické reformy oživily tamější hospodářství a v letech 2010–2012 ekonomika Kuej-čou vzrostla o 49 %. Příjem domácností na hlavu se zvýšil o 32 % v městských centrech a o 36 % ve venkovských oblastech. Zvýšil se také počet nemocnic a byly rozšířeny vysoké školy. Po roce působení v Kuej-čou ale Li Čan-šua navštívil jeho starý známý Si Ťin-pching, tehdejší viceprezident a očekávaný následník Chu Ťin-tchaa. To předznamenalo zásadní změnu jeho dosavadní kariéry.

### Vrcholná politika
V předvečer XVIII. sjezdu Komunistické strany Číny v září 2012, při nominaci Si Ťin-pchinga na generálního tajemníka komunistické strany, byl Li Čan-šu jmenován vedoucím Hlavní kanceláře Ústředního výboru Komunistické strany Číny. Na postu tak nahradil Ling Ťi-chuaa, vrcholného pobočníka tehdejšího stranického vůdce Chu Ťin-tchaa. Zároveň byl zvolen členem Ústředního výboru Komunistické strany Číny a na rozdíl od předchozího vedoucího Hlavní kanceláře ÚV KS Číny také členem Politbyra ÚV KS Číny. Jako vedoucí Hlavní kanceláře ÚV KS Číny asistoval Si Ťin-pchingovi v mnoha oblastech, včetně diplomacie, ekonomiky a legislativních reforem; téměř vždy doprovázel Si Ťin-pchinga na domácích i zahraničních cestách. Od roku 2016 podnikal oficiální domácí cesty, což bylo pro člověka v jeho pozici velmi neobvyklé. Byl jedním z nejmocnějších vedoucích Hlavní kanceláře ÚV KS Číny v posledních desetiletích.
Kromě toho zastával také množství klíčových postů v orgánech Komunistické strany Číny: byl jedním z členů Sekretariátu Ústředního výboru KS Číny, tajemník Pracovního výboru oddělení Ústředního výboru, ředitel Ústředního důvěrného výboru a ředitel Hlavní kanceláře Ústředního výboru pro národní bezpečnost. V této době se vyprofiloval jako nenápadná, ale klíčová postava v Si Ťin-pchingově vnitřním kruhu. Obdržel přezdívku „šedá eminence Čung-nan-chaje“.
Na XIX. sjezdu Komunistické strany Číny v říjnu 2017 byl Li Čan-šu zvolen členem Stálého výboru politbyra ústředního výboru Komunistické strany Číny, nejužšího vedení čínské komunistické strany a de facto nejmocnějšího politického orgánu v Čínské lidové republice. Podle formálního pořadí zaujímá Li Čan-šu po Si Ťin-pchingovi a premiérovi Li Kche-čchiangovi třetí místo v sedmičlenném Stálém výboru. V březnu 2018 ho Všečínské shromáždění lidových zástupců zvolilo předsedou stálého výboru shromáždění.
Po pěti letech na XX. sjezdu KS Číny v říjnu 2022 odešel ze stranických funkcí a v březnu 2023 dokončil své funkční období v čele stálého výboru Všečínského shromáždění lidových zástupců.